# Ulrich III de Wurtemberg
Pour les articles homonymes, voir Ulrich de Wurtemberg.
Ulrich III de Wurtemberg, né en 1298, décédé en 1344, fut comte de Wurtemberg et comte d'Urach de 1325 à 1344.

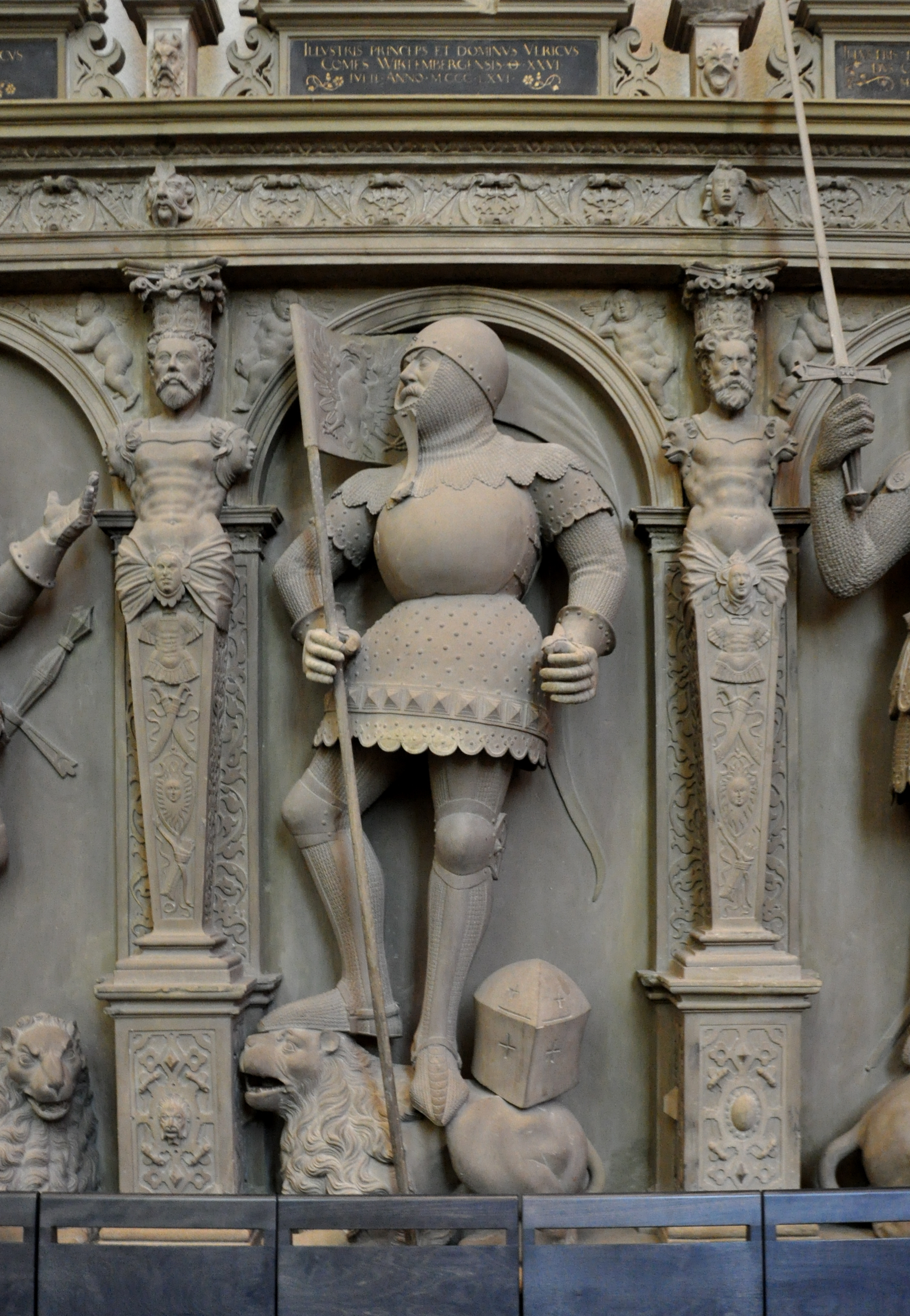
Comte Ulrich III

Fils d'Eberhard Ier de Wurtemberg, comte du Wurtemberg, et de Marguerite de Lorraine, Ulrich III du Wurtemberg épousa en 1312 Sophie de Ferrette (fille du comte Thibaud ou Théobald de Ferrette) (morte en 1344). Deux enfants sont issus de cette union :
- Eberhard II de Wurtemberg (1315-1392), comte du Wurtemberg

- Ulrich IV de Wurtemberg (1320-1366), il fut comte de Wurtemberg et comte d'Urach avec son frère, de 1344 à sa mort.

Ulrich III de Wurtemberg est l'ascendant agnatique (de mâle en mâle) de Charles de Wurtemberg, chef de la maison de Wurtemberg de 1975 à sa mort en 2022, et, évidemment de son petit-fils et successeur Wilhelm de Wurtemberg, né en 1994